# Nagyláz
Nagyláz (ukránul: Великі Лази [Veliki Lazi]) település Ukrajnában, Kárpátalján, az Ungvári járásban.

## Fekvése
Ungvártól délkeletre, Cigányos déli szomszédságában fekvő település.

## Története
A falu a 14. század elején települt az Ungvár és Munkács közötti országút mentén. Első írásos említése 1337-ből származik, „Laz” néven. 1342-ben a település egy része Szaniszló oláh vajdáé volt, aki a Drugetektől kapta telepítő munkája jutalmaként. 1387-ben fiát, az oláh Lázi Istvánt említik. 1417-ben a szomszédos (Helmecből kivált) Denglázon rutén jobbágyokat említenek.
A 18. század végén Vályi András így ír róla: „LÁZ. Falu Ungvár Várm. földes Ura a’ K. Kamara, lakosai külömbfélék, fekszik Vásárhelyhez nem meszsze, határja közép termékenységű.”
Az Alsó-, majd Nagy- megkülönböztető jelzést Dengláztól való megkülönböztetésül kapta, mellyel 1911-ben egyesült „Nagyláz” néven.
A trianoni béke előtt Ung vármegye Szerednyei járásához tartozott. Ekkor Csehszlovákiához csatolták. 1938–44 között visszakerült Magyarországhoz.
1945-ben Szovjetunióhoz csatolták a települést. 1991 óta Ukrajnához tartozik.

## Népesség
1910-ben 790 lakosából 164 magyar, 38 német, 5 szlovák, 582 ruszin és 1 egyéb anyanyelvű volt; vallását tekintve pedig 91 római katolikus, 633 görögkatolikus, 20 református és 46 izraelita.
| 1910 | 790   |
| 2001 | 1 423 |

A népesség anyanyelv szerinti megoszlása a teljes népesség %-ában (2001)